# Vicariato apostolico di San Jose in Mindoro
Il vicariato apostolico di San Jose in Mindoro (in latino: Vicariatus Apostolicus Sancti Iosephi in Mindoro) è una sede della Chiesa cattolica nelle Filippine immediatamente soggetta alla Santa Sede. Nel 2022 contava 397.408 battezzati su 525.354 abitanti. È retto dal vescovo Pablito Martinez Tagura, S.V.D.
Il santo patrono titolare del vicariato è san Giuseppe Lavoratore e la santa patrona secondaria è Nostra Signora di Fátima.

## Territorio
Il vicariato apostolico comprende la provincia filippina di Mindoro Occidentale.
Sede del vicariato è la città di San Jose, dove si trova la cattedrale di San Giuseppe Lavoratore.
Il territorio si estende su 5.866 km² ed è suddiviso in 20 parrocchie.

## Storia
Il vicariato apostolico è stato eretto il 27 gennaio 1983 con la bolla Qui Dei volente di papa Giovanni Paolo II, ricavandone il territorio dal vicariato apostolico di Calapan.

## Cronotassi dei vescovi
Si omettono i periodi di sede vacante non superiori ai 2 anni o non storicamente accertati.
- Vicente Credo Manuel, S.V.D. † (17 marzo 1983 - 14 ottobre 2000 dimesso)
- Antonio Pepito Palang, S.V.D. † (25 marzo 2002 - 17 marzo 2018 dimesso)[1]
  - Sede vacante (2018-2022)
- Pablito Martinez Tagura, S.V.D., dal 17 dicembre 2022

## Statistiche
Il vicariato apostolico nel 2022 su una popolazione di 525.354 persone contava 397.408 battezzati, corrispondenti al 75,6% del totale.
| anno | popolazione | popolazione | popolazione | presbiteri | presbiteri | presbiteri | presbiteri                | diaconi | religiosi | religiosi | parrocchie |
| anno | battezzati  | totale      | %           | numero     | secolari   | regolari   | battezzati per presbitero | diaconi | uomini    | donne     | parrocchie |
| ---- | ----------- | ----------- | ----------- | ---------- | ---------- | ---------- | ------------------------- | ------- | --------- | --------- | ---------- |
| 1990 | 253.169     | 318.899     | 79,4        | 22         | 5          | 17         | 11.507                    |         | 19        | 21        | 16         |
| 1999 | 314.886     | 384.008     | 82,0        | 29         | 14         | 15         | 10.858                    |         | 16        | 33        | 13         |
| 2000 | 312.158     | 380.087     | 82,1        | 27         | 13         | 14         | 11.561                    |         | 14        | 35        | 13         |
| 2001 | 314.886     | 384.886     | 81,8        | 29         | 12         | 17         | 10.858                    |         | 17        | 26        | 13         |
| 2002 | 314.866     | 384.008     | 82,0        | 28         | 13         | 15         | 11.245                    |         | 15        | 29        | 13         |
| 2003 | 321.163     | 390.285     | 82,3        | 28         | 13         | 15         | 11.470                    |         | 17        | 26        | 13         |
| 2004 | 327.949     | 397.071     | 82,6        | 26         | 14         | 12         | 12.613                    |         | 14        | 34        | 15         |
| 2010 | 388.000     | 481.000     | 80,7        | 37         | 20         | 17         | 10.486                    |         | 18        | 18        | 17         |
| 2014 | 434.000     | 519.000     | 83,6        | 31         | 12         | 19         | 14.000                    |         | 20        | 18        | 19         |
| 2017 | 455.280     | 545.730     | 83,4        | 29         | 12         | 17         | 15.699                    |         | 18        | 13        | 19         |
| 2020 | 392.101     | 518.636     | 75,6        | 26         | 11         | 15         | 15.080                    |         | 16        | 13        | 20         |
| 2022 | 397.408     | 525.354     | 75,6        | 26         | 11         | 15         | 15.284                    |         | 16        | 14        | 20         |